# Губарев, Пётр Фёдорович
Петр Фёдорович Губарев (18 октября 1906, село Бутчино, Калужская область — 13 января 1994, Москва) — советский русский художник.

## Биография
В 1924—1931 годах учился во ВХУТЕМАСе на архитектурном факультете, где его учителями были К. Н. Истомин, А. В. Шевченко, К. С. Мельников, В. Е. Татлин, Мухина.
С 1934 — член Союза архитекторов.
С 1964 — член Союза художников.

### Выставки
- 1931 — Выставка конкурсных архитектурных проектов «Лыжная станция». Москва. 2-я премия.
- 1937 — Выставка «Рисунок архитектора».
- 1951 — Выставка конкурсных работ по оформлению балета «Спящая красавица». ГАБТ СССР.
- 1958 — Выставка произведений московских художников к XXI съезду КПСС.
- 1961 — Персональная выставка в Доме культуры Дороховского завода. Московская область.
- 1966 — Выставка произведений московских художников к XXV съезду КПСС.
- 1968 — Выставка произведений московских художников. Москва
- 1968 — Выставка живописи московских художников к 50-летию Великой Октябрьской социалистической революции. Москва
- 1969 — Выставка «Памятники истории и культуры нашей Родины в произведениях московских художников». Москва
- 1970 — Юбилейная выставка московских художников в институте им. Гнесиных, посвященная 100-летию со дня рождения Ленина.
- 1972 — Выставка «Москва историческая».
- 1972 — Выставка произведений группы «Индустрия». Москва.
- 1974 — Выставка произведений московских художников.
- 1975 — Выставка московских художников к 30-летию Великой Победы. Москва.
- 1975 — Выставка к Всесоюзному конкурсу «Портрет».
- 1976 — Осенняя выставка московских художников.
- 1978 — Осенняя выставка московских художников.
- 1980 — Выставка в Доме творчества им. К. А. Коровина. Гурзуф.
- 1982 — персональная выставка в МОСХ РСФСР.
- 1995(?) — Персональная выставка (посмертная) в Галерее «Интерколор». Москва
- 1997 — Выставка «Москва нашего детства. 1930-60 годы» к 850-летию Москвы, в ЦДХ.

А также многие другие выставки, в Музее Истории Москвы, в Галерее на Беговой, серия этюдов на выставке «Строительство и благоустройство столицы».
Посмертная выставка, устроенная его сыном Александром, в Союзе московских художников.

## О художнике
Он ежедневно, в любую погоду выходил на этюды.
Губарев очень любил природу и много писал с натуры. По образованию архитектор, он также много писал архитектурных сооружений и памятников старины и боролся за их сохранность. Отец Петра Федоровича — Федор Ильич Губарев писал иконы, и мальчиком он много бывал с отцом в храмах. Позднее он вернется в церкви с отцом, будет восстанавливать утраченные росписи. В этот период у Губарева появилась монументальность в работах. Любовь к храмам и иконам отразилась в его творчестве, он восхищался великими творцами русской иконы — Феофаном Греком, Рублевым, Дионисием. Ему сродни натуры этих великанов кисти. Постепенно он переходит к станковой живописи, работа захватывает его настолько, что он не хочет отрываться даже на сон.
В его творчестве отразилась любовь к истории русской, иконам и храмам. Он являлся активным членом общественного музея «Слово о полку Игореве».
Петр Федорович был очень работящим художником и писал много, с воодушевлением. Когда он вдохновлялся чем-то, то писал целые серии работ по данной теме. Так появились совершенно замечательные работы из серий «Заброшенные дома», «Небеса», «Земля», «Русский север», А серии «Слово о полку Игореве», «Суздаль», «Новодевичий монастырь», «Москва строится» отражают настрой художника, его любовь к истории.
Он писал исторические портреты: Андрея Рублева, Феофана Грека, Емельяна Пугачева, Степана Разина, Ивана Грозного, Малюту Скуратова.
Любимая техника художника — темпера. Губарев все время прибегал к разнообразным приемам живописи, чтобы в каждом отдельном случае добиваться желаемых результатов. Он свободно владел мастерством и отсюда такие разные, непохожие на руку одного мастера, работы. В своих работах он часто уходил от деталей, высвечивая главное.
Тон произведений П. Ф. Губарева обобщенно сдержан. В его живописи есть что-то от так называемого «сурового стиля» 60-х. Лишь изредка он прибегает к приемам, в которых можно усмотреть отзвуки некоего эффекта.
Его работы находятся в Государственной Третьяковской галерее, в Художественно-педагогическом музее игрушки в Сергиевом посаде, в Музее истории Москвы, в Фонде ФГУК ГМВЦ «РОСИЗО», в ГЦМСИР, некоторые работы были переданы фондом в различные музеи России (Калуга, Пермь).